# Élections législatives de 2002 en Lozère
Les élections législatives françaises de 2002 se déroulent les 9 et 16 juin 2002. Dans le département de la Lozère, deux députés sont à élire dans le cadre de deux circonscriptions.

## Élus
| Circonscription | Député sortant     | Parti | Parti | Député élu ou réélu       | Parti | Parti                      |
| --------------- | ------------------ | ----- | ----- | ------------------------- | ----- | -------------------------- |
| 1re             | Jean-Claude Chazal |       | PS    | Francis Saint-Léger       |       | Divers droite (Maj. prés.) |
| 2e              | Jacques Blanc      |       | UDF   | Pierre Morel-À-L'Huissier |       | UMP                        |

## Résultats

### Résultats à l'échelle du département
| Parti                                      | Parti                               | Premier tour | Premier tour | Second tour | Second tour | Sièges |
| Parti                                      | Parti                               | Voix         | %            | Voix        | %           | Sièges |
| ------------------------------------------ | ----------------------------------- | ------------ | ------------ | ----------- | ----------- | ------ |
|                                            | Union pour un mouvement populaire   | 16 019       | 38,74        | Retrait     | Retrait     | 1      |
|                                            | Divers droite                       | 6 086        | 14,72        | 11 434      | 53,78       | 1      |
|                                            | Majorité présidentielle             | 22 105       | 53,45        | 11 434      | 53,78       | 2      |
|                                            |                                     |              |              |             |             |        |
|                                            | Parti socialiste                    | 9 486        | 22,94        | 9 825       | 46,22       | 0      |
|                                            | Parti communiste français           | 1 905        | 4,61         |             |             | 0      |
|                                            | Pôle républicain                    | 1 490        | 3,60         | 0           |             |        |
|                                            | Les Verts                           | 1 271        | 3,07         | 0           |             |        |
|                                            | Gauche parlementaire                | 14 152       | 34,22        | 9 825       | 46,22       | 0      |
|                                            |                                     |              |              |             |             |        |
|                                            | Front national                      | 2 204        | 5,33         |             |             | 0      |
|                                            | Extrême droite dont MNR             | 987          | 2,39         | 0           |             |        |
|                                            | Chasse, pêche, nature et traditions | 815          | 1,97         | 0           |             |        |
|                                            | Extrême gauche dont LCR et LO       | 760          | 1,84         | 0           |             |        |
|                                            | Divers                              | 158          | 0,38         | 0           |             |        |
|                                            | Divers écologiste                   | 174          | 0,42         | 0           |             |        |
|                                            |                                     |              |              |             |             |        |
| Inscrits                                   | Inscrits                            | 58 840       | 100,00       | 31 327      | 100,00      | 2      |
| Abstentions                                | Abstentions                         | 16 366       | 27,81        | 9 148       | 29,2        |        |
| Votants                                    | Votants                             | 42 474       | 72,19        | 22 179      | 70,8        |        |
| Blancs et nuls                             | Blancs et nuls                      | 1 119        | 2,63         | 920         | 4,15        |        |
| Exprimés                                   | Exprimés                            | 41 355       | 97,37        | 21 259      | 95,85       |        |
| Source : Ministère de l'Intérieur - Lozère |                                     |              |              |             |             |        |

### Résultats par circonscription

#### Première circonscription (Mende)
| Candidat       | Candidat                   | Parti                      | Premier tour | Premier tour | Second tour | Second tour |  |
| Candidat       | Candidat                   | Parti                      | Voix         | %            | Voix        | %           |  |
| -------------- | -------------------------- | -------------------------- | ------------ | ------------ | ----------- | ----------- |  |
|                | Jean-Claude Chazal sortant | PS                         | 6 287        | 28,73        | 9 825       | 46,22       |  |
|                | Francis Saint-Léger élu    | Divers droite (Maj. prés.) | 5 284        | 24,14        | 11 434      | 53,78       |  |
|                | Pierre Hugon               | UMP                        | 4 847        | 22,15        | Retrait     | Retrait     |  |
|                | Francis Courtès            | Pôle républicain           | 1 490        | 6,81         |             |             |  |
|                | Bernadette Couvreur        | FN                         | 955          | 4,36         |             |             |  |
|                | Philippe Dampérat          | Les Verts                  | 790          | 3,61         |             |             |  |
|                | Patricia Bornon            | PCF                        | 657          | 3            |             |             |  |
|                | Frédéric Frazzoni          | CPNT                       | 538          | 2,46         |             |             |  |
|                | Martine Granier            | LCR                        | 315          | 1,44         |             |             |  |
|                | Gérard Codderrens          | MNR                        | 193          | 0,88         |             |             |  |
|                | Stéphane de Pachtère       | Extrême droite             | 183          | 0,84         |             |             |  |
|                | Jean-Claude Cotentin       | LO                         | 105          | 0,48         |             |             |  |
|                | Dominique Bon              | Divers écologiste          | 87           | 0,4          |             |             |  |
|                | Anne Alirol                | Régionaliste               | 87           | 0,4          |             |             |  |
|                | D.Léonard Blanc            | Divers droite              | 67           | 0,31         |             |             |  |
|                |                            |                            |              |              |             |             |  |
| Inscrits       | Inscrits                   | Inscrits                   | 31 333       | 100,00       | 31 327      | 100,00      |  |
| Abstentions    | Abstentions                | Abstentions                | 8 913        | 28,45        | 9 148       | 29,2        |  |
| Votants        | Votants                    | Votants                    | 22 420       | 71,55        | 22 179      | 70,8        |  |
| Blancs et nuls | Blancs et nuls             | Blancs et nuls             | 535          | 2,39         | 920         | 4,15        |  |
| Exprimés       | Exprimés                   | Exprimés                   | 21 885       | 97,61        | 21 259      | 95,85       |  |

#### Deuxième circonscription (Marvejols)
|                | Pierre Morel-À-L'Huissier élu | UMP               | 11 172 | 57,38  |  |  |  |
|                | Pascal Poquet                 | PS                | 3 199  | 16,43  |  |  |  |
|                | Jean-François Pardigon        | FN                | 1 249  | 6,41   |  |  |  |
|                | Guy Galvier                   | PCF               | 1 248  | 6,41   |  |  |  |
|                | Isabelle Saint-Hilary         | Divers droite     | 735    | 3,78   |  |  |  |
|                | Pascal Peuch                  | Les Verts         | 481    | 2,47   |  |  |  |
|                | Alain Mathiot                 | MNR               | 333    | 1,71   |  |  |  |
|                | Valérie de Pachtère           | Extrême droite    | 278    | 1,43   |  |  |  |
|                | Valérie Dumas                 | CPNT              | 277    | 1,42   |  |  |  |
|                | Nicolas Chevassus-Au-Louis    | LCR               | 222    | 1,14   |  |  |  |
|                | Chantal Bourdon               | LO                | 118    | 0,61   |  |  |  |
|                | André Lombard                 | Divers écologiste | 87     | 0,45   |  |  |  |
|                | Éliane Lamothe                | Régionaliste (PO) | 71     | 0,36   |  |  |  |
|                |                               |                   |        |        |  |  |  |
| Inscrits       | Inscrits                      | Inscrits          | 27 507 | 100,00 |  |  |  |
| Abstentions    | Abstentions                   | Abstentions       | 7 453  | 27,09  |  |  |  |
| Votants        | Votants                       | Votants           | 20 054 | 72,91  |  |  |  |
| Blancs et nuls | Blancs et nuls                | Blancs et nuls    | 584    | 2,91   |  |  |  |
| Exprimés       | Exprimés                      | Exprimés          | 19 470 | 97,09  |  |  |  |